# ام‌تی‌اس‌ال
ام‌تی‌اس‌ال (به انگلیسی: MTSL) یک ترکیب شیمیایی با شناسه پاب‌کم ۱۳۳۶۲۸ است. 